# Sulcicnephia flavipes
Sulcicnephia flavipes är en tvåvingeart som först beskrevs av Chen 1984.  Sulcicnephia flavipes ingår i släktet Sulcicnephia och familjen knott. Inga underarter finns listade i Catalogue of Life.